# Perbellia brevialata
Perbellia brevialata är en insektsart som beskrevs av Sjöstedt 1921. Perbellia brevialata ingår i släktet Perbellia och familjen gräshoppor. Inga underarter finns listade i Catalogue of Life.